# Mojynqum
Mojynqum (kasachisch Мойынқұм, russisch Мойынкум Moiynkum; bis 1997 Furmanowka/Фурмановка) ist ein Ort im Gebiet Schambyl in Kasachstan. Er ist Verwaltungszentrum des gleichnamigen Bezirks Mojynqum.

## Geografie
Mojynqum liegt im Süden Kasachstans im Gebiet Schambyl inmitten der Wüste Mujunkum. Der Ort befindet sich rund 200 Kilometer nordöstlich von Taras und ungefähr 200 Kilometer nördlich der kirgisischen Hauptstadt Bischkek. Durch Mojynqum fließt der Fluss Schu. 60 Kilometer nordöstlich des Ortes liegt die Goldlagerstätte Aqbaqai.

## Geschichte
Der Ort wurde 1898 vom Moskauer Geschäftsmann Fjodor Guljajew gegründet. Zu seinen Ehren trug der Ort zuerst den Namen Guljajewka (Гуляевка). Zu Sowjetzeiten wurde er 1937 dann in Furmanowka (Фурмановка) umbenannt. Nach der Unabhängigkeit Kasachstans erhielt der Ort seinen heutigen Namen.

## Bevölkerung
| Einwohnerentwicklung | Einwohnerentwicklung | Einwohnerentwicklung | Einwohnerentwicklung | Einwohnerentwicklung | Einwohnerentwicklung | Einwohnerentwicklung |
| 1970                 | 1979                 | 1989                 | 1999                 | 2009                 | 2021                 |                      |
| -------------------- | -------------------- | -------------------- | -------------------- | -------------------- | -------------------- | -------------------- |
| 6.578                | 7.867                | 10.284               | 8.739                | 8.463                | 8.895                |                      |